# Antagonist (landbouw)
In de fytopathologie of plantenziektenkunde is een antagonist een schimmel of bacterie, die ingezet kan worden bij de biologische bestrijding van plantenziekten. Deze organismen koloniseren de plant, waardoor er geen ziekteverwekkende organismen meer op de plant kunnen groeien
De werking van een antagonist kan berusten op:
- vorming van toxines, antbiotica, enzymen
- parasitisme: biotroof of necrotroof. Een biotrofe parasiet kan alleen leven op een levende plant. Een necrotrofe parasiet doodt de plant en leeft dan verder als saprofyt.
- concurrentie om voedsel
- geïnduceerde resistentie (indirect)